# Gârleni
Gârleni é uma comuna romena localizada no distrito de Bacău, na região de Moldávia. A comuna possui uma área de 35.93 km² e sua população era de 6742 habitantes segundo o censo de 2007.